# عزام (يخت)

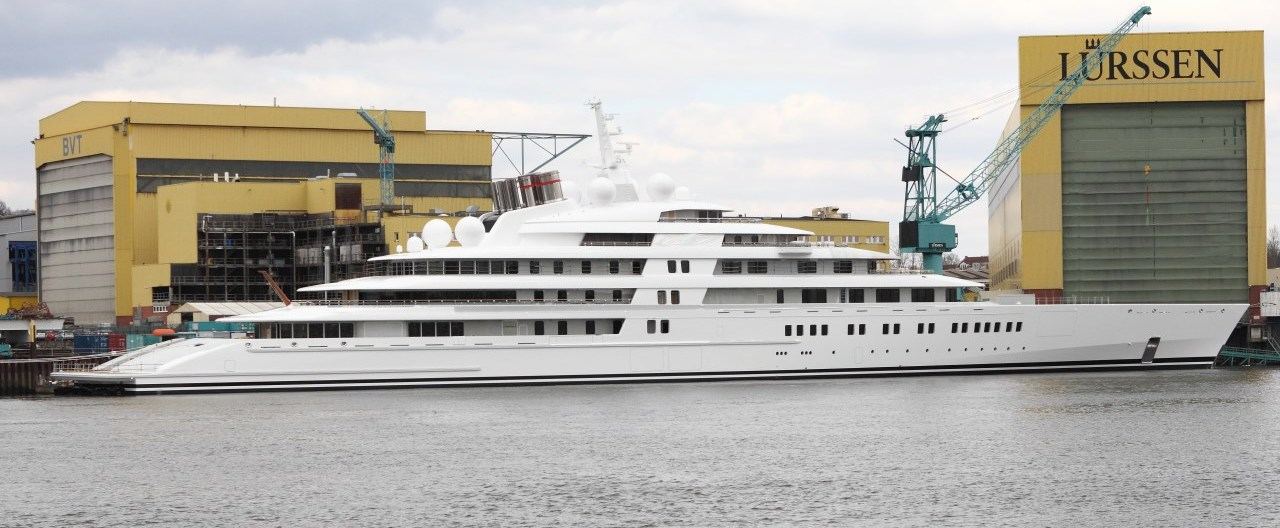
يخت عزام.

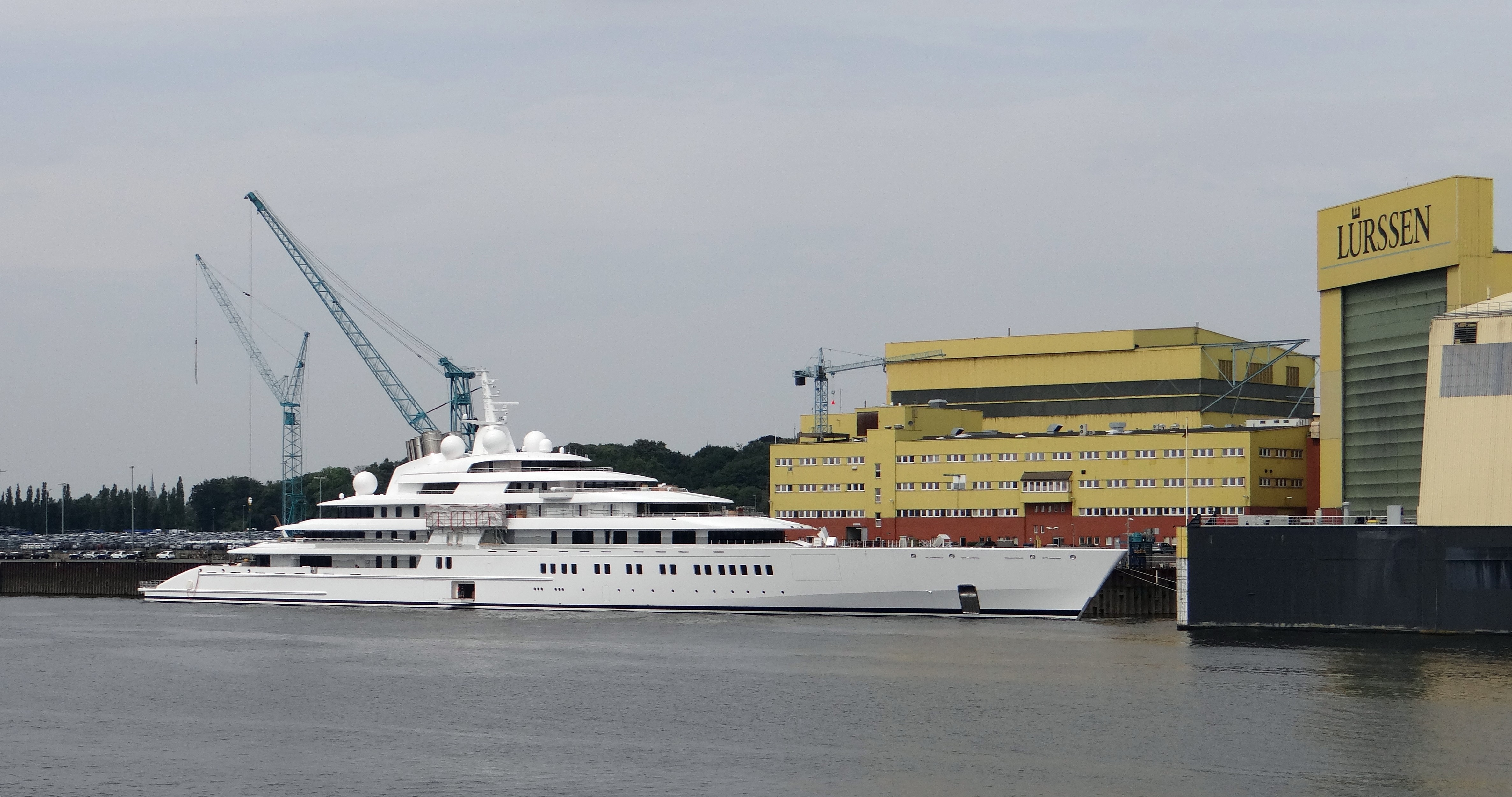
يخت عزام في ألمانيا.

عزام، هو يخت فاخر يرفع علم دولة الإمارات العربية المتحدة من صنع شركة لورسن الألمانية. منذ 5 أبريل 2013 أصبح يخت العزام أكبر يخت خاص في العالم.

## المواصفات
- المالك: الشيخ خليفة بن زايد آل نهيان.
- الصانع: لورسن (بريمن،  ألمانيا).
- مدة الصنع: 3 سنوات.
- المهندس البحري: مبارك الأحبابي.
- الدخول في الخدمة: 5 أبريل 2013.
- الكلفة: حوالي 400 مليون دولار أمريكي.[5]
- مهندس الديكور (المزخرف): كريستوف ليوني.
- المخطط الداخلي: 6 جسور، صالون مساحته 550 متر².
- الطول، العرض، الجر: 180 م × 20.8 م × 4.3 م.
- المحرك: توربيني غاز (2)، محركي ديزل (2) ل000 94 حصان.
- الدفع: 4 نفثات مياه (2 ثابتتين، 2 قابلة للتعديل).
- حمولة الوقود: 000 000 1 لتر.
- السرعة: 31.5 عقدة (في التجارب البحرية).

## مقالات ذات صلة
- قائمة أكبر يخوت في العالم.
- قائمة صناع اليخوت.
- يخت.